# 优素福·波尔森
优素福·尤拉里·波尔森（丹麥語：Yussuf Yurary Poulsen，丹麥語發音：[ˈjusuf ˈpɒwlsn̩]，1994年6月15日—）是一位具有坦桑尼亚血统的丹麦足球运动员，于场上司职前锋。他自2013-14赛季起效力于当时仍身处德国足球丙级联赛作赛的RB莱比锡，并随队一路升入德甲。現效力於德甲球隊漢堡。波尔森亦代表丹麦国家足球队参加国际比赛。

## 俱乐部生涯

### 早期及林比
波尔森最早是在斯科约尔德开始踢足球，起初他是一位防守球员，并与其后入选丹麦国青队的堅尼夫·蘇賀尼成为队友。在蘇賀尼转投哥本哈根青训营后，波尔森便被教练改造为一名前锋。
波尔森在14岁时加入了林比的青训营。作为林比青年队的一员，他于2011年12月4日完成了职业生涯首秀；在对阵霍尔森斯联的丹超联赛第18轮比赛中，于第84分钟替换马蒂亚斯·陶伯登场。至赛季结束时，他共获得5次出场纪录，却随林比一同降入丹甲联赛。2012年8月5日，波尔森在第二轮以1比0战胜格莱萨克瑟的比赛中首次参加丹甲；他于第61分钟替补登场，并于第80分钟射入制胜球。在这个赛季，他共录得29次联赛出场及11粒入球纪录。然而，由于林比位列积分榜第四，错过了升级。2013年5月20日，在第33轮以2比4不敌格莱萨克瑟的联赛中，波尔森最后一次代表林比出场。

### RB莱比锡
2013年7月4日，波尔森离开起始俱乐部，并与当时刚升入德丙联赛的RB莱比锡签订了一份为期四年的合同。在首个赛季中，他在38轮联赛中出场36次并射入10球，帮助莱比锡于季末升入德乙。在2014-15赛季的第二轮，波尔森射入了莱比锡在德乙联赛中的首个入球。2016年8月28日，波尔森在2016-17赛季首轮客场以2比2战平霍芬海姆的比赛中首次亮相德甲；他的首个德甲入球则是在2016年9月30日（第六轮）主场以2比1战胜奥格斯堡的比赛中射入。他与RB莱比锡的合同续签至2021年止。

## 国家队生涯
波尔森曾代表丹麦16岁以下青年队（丹麦U16）参加过1场比赛。2011年，他又随丹麦17岁以下青年队（丹麦U17）参加了在塞尔维亚举行的欧洲U17足球锦标赛。波尔森在赛事中共出战4场，直至半决赛遭德国淘汰。凭借四强的成绩，丹麦U17还获得了同年在墨西哥举行的國際足協U-17世界盃的参赛权，但丹麦止步于分组赛；波尔森则打满了全部3场分组赛。在接下来的几年里，他曾分别代表丹麦U18参赛7场、代表丹麦U19参赛12场以及代表丹麦U20参赛3场。2013年8月14日，波尔森首次代表丹麦U21梯队参赛，在邓甘嫩对阵北爱尔兰的测试赛中以4比1取胜。一年后，即2014年10月11日，他在爱尔巴桑以1比1战平阿尔巴尼亚的欧洲杯预选赛中完成丹麦成年组国家足球队的首秀。同时，他还帮助丹麦U21取得了参加在捷克举行的2015年歐洲U-21足球錦標賽的资格。
2015年5月至6月，波尔森先后被国家队主教练召入参加对阵黑山的友谊赛和被U21主教练耶斯·托鲁普召入参加歐洲U-21足球錦標賽决赛圈。在歐洲U-21足球錦標賽中，他随队晋级半决赛，并由此获得了2016年里约奥运会的参赛权。但在后一项赛事中，波尔森为巩固在莱比锡阵中的地位而拒绝接受征召，而丹麦国奥队也于四分之一决赛遭尼日利亚淘汰。
在2016年欧洲杯预选赛期间，波尔森共获得6次出场机会。2015年11月14日，在索尔纳友谊竞技场对阵瑞典的附加赛首回合比赛中，他作为替补为尼古拉·约根森送出一记助攻，但未能阻止丹麦以1比2落败。而三天后在哥本哈根帕肯球场进行的次回合比赛中，波尔森则射入1球；比赛以2比2结束，丹麦无缘晋级在法国举行的2016年歐洲足球錦標賽决赛圈。
2018年5月，波尔森入选了丹麦队参加2018年俄罗斯世界杯的23人大名单。在6月16日进行的首场分组赛中，他射入1球，帮助己队以1比0战胜秘鲁。丹麦以C组第二的身份晋级淘汰赛，但在十六强对阵克罗地亚时经过点球大战后遭到淘汰。
2021年5月，波尔森被選入丹麥隊2020年歐洲國家盃大名單。6月21日，波尔森在2020年歐洲國家盃分組賽4-1大勝俄羅斯的比賽中踢進一球，幫助球隊因淨勝球優勢以小組第二之姿前進十六強賽。

## 生涯统计

### 俱乐部数据
最後更新：2019年2月16日
| 俱乐部   | 赛季     | 联赛     | 联赛 | 联赛 | 杯赛 | 杯赛 | 欧战 | 欧战 | 总计 | 总计 | 注释   |
| 俱乐部   | 赛季     | 级别     | 出场 | 入球 | 出场 | 入球 | 出场 | 入球 | 出场 | 入球 | 注释   |
| -------- | -------- | -------- | ---- | ---- | ---- | ---- | ---- | ---- | ---- | ---- | ------ |
| 林比     | 2011–12  | 丹超联赛 | 5    | 0    | 0    | 0    | —    | —    | 5    | 0    | [ 4 ]  |
| 林比     | 2012–13  | 丹甲联赛 | 30   | 11   | 2    | 0    | —    | —    | 32   | 11   | [ 4 ]  |
| 林比     | 总计     | 总计     | 35   | 11   | 2    | 0    | —    | —    | 37   | 11   | —      |
| RB莱比锡 | 2013–14  | 德丙联赛 | 36   | 10   | 1    | 0    | —    | —    | 37   | 10   | [ 6 ]  |
| RB莱比锡 | 2014–15  | 德乙联赛 | 29   | 11   | 3    | 1    | —    | —    | 32   | 12   | [ 23 ] |
| RB莱比锡 | 2015–16  | 德乙联赛 | 32   | 7    | 2    | 0    | —    | —    | 34   | 7    | [ 24 ] |
| RB莱比锡 | 2016–17  | 德甲联赛 | 29   | 5    | 1    | 0    | —    | —    | 30   | 5    | [ 8 ]  |
| RB莱比锡 | 2017–18  | 德甲联赛 | 30   | 4    | 2    | 1    | 9    | 0    | 41   | 5    | [ 9 ]  |
| RB莱比锡 | 2018–19  | 德甲联赛 | 22   | 12   | 2    | 1    | 8    | 2    | 32   | 15   | [ 4 ]  |
| RB莱比锡 | 总计     | 总计     | 178  | 49   | 11   | 3    | 17   | 2    | 206  | 54   | —      |
| 生涯总计 | 生涯总计 | 生涯总计 | 213  | 62   | 15   | 1    | 17   | 2    | 246  | 65   | —      |

1. ↑  含丹麦杯及德国杯。
2. ↑  含欧洲冠军联赛及欧洲联赛。
3. ↑  仅欧洲联赛。

### 国家队数据
最後更新：2018年11月16日
| 丹麦 | 丹麦 | 丹麦 |
| 年份 | 出场 | 入球 |
| ---- | ---- | ---- |
| 2014 | 3    | 0    |
| 2015 | 8    | 2    |
| 2016 | 7    | 1    |
| 2017 | 6    | 0    |
| 2018 | 10   | 2    |
| 总计 | 34   | 5    |

### 国家队入球
丹麦队的比分及入球列前。
| #  | 日期           | 场地                             | 对手     | 入球 | 比分 | 赛事               |
| -- | -------------- | -------------------------------- | -------- | ---- | ---- | ------------------ |
| 1. | 2015年6月13日  | 丹麦哥本哈根，帕肯球场           | 塞爾維亞 | 1–0  | 2–0  | 2016年欧锦赛预选赛 |
| 2. | 2015年11月17日 | 丹麦哥本哈根，帕肯球场           | 瑞典     | 1–2  | 2–2  | 2016年欧锦赛预选赛 |
| 3. | 2016年10月8日  | 波兰华沙，国家体育场             | 波蘭     | 2–3  | 2–3  | 2018年世界杯预选赛 |
| 4. | 2018年6月9日   | 丹麦布隆德比，布隆德比体育场     | 墨西哥   | 1–0  | 2–0  | 友谊赛             |
| 5. | 2018年6月16日  | 俄罗斯萨兰斯克，莫爾多維亞競技場 | 秘魯     | 1–0  | 1–0  | 2018年世界杯       |

## 个人生活
波尔森出生于丹麦，父亲为坦桑尼亚人，母亲则为丹麦人。他的父亲尤拉里（Yurary）在定居哥本哈根前曾在一艘集装箱船上工作，长年往返于坦噶及丹麦之间。至1999年，他因癌症去世。在丹麦的俱乐部效力期间，波尔森所穿着的球衣并不显示姓氏，而是印有中间名“尤拉里”，这是为了纪念因病去世的父亲。在丹麦国家队中，他的球衣背部同样印有“尤拉里”字样。
波尔森在孩童期的1996年至2002年间曾多次到访坦桑尼亚，并于2008年和2011年再度访问坦桑尼亚。他本有资格代表坦桑尼亚国家足球队参加国际比赛，但并未受到坦桑尼亚足协的任何邀约。结果，波尔森选择了其出生并从小长大的丹麦国家队。